# Mausoleo de Hodja Nashron
El Mausoleo de Hodja Nashron se encuentra en la Región bajo subordinación republicana, en el oeste del país asiático de Tayikistán.
Este sitio esta en la Lista Tentativa del Patrimonio Mundial de la UNESCO desde el 11 de septiembre de 1999 en la categoría de Cultura.
El lugar está siendo considerado para ser puesto en la lista del Patrimonio Mundial de los sitios que tienen "valor universal excepcional" para el mundo.